# Geschmacksstoff
Geschmacksstoffe sind Substanzen, die den Geschmackssinn anregen. Die Wahrnehmung von Geschmacksstoffen erfolgt über die Zunge, welche Rezeptoren für süß, sauer, salzig, bitter und umami besitzt. Die meisten sonstigen Geschmackseindrücke basieren auf Riechstoffen und werden über die Nase wahrgenommen. Geschmacksstoffe lassen sich unterteilen in Süßungsmittel, Säuerungsmittel, Salze, Bitterstoffe und Geschmacksverstärker.